# Samoawaterhoen
Het samoawaterhoen (Gallinula pacifica, synoniem: Pareudiastes pacificus) is een vogel uit de familie van de rallen (Rallidae). De wetenschappelijke naam van de soort werd in 1871 gepubliceerd door Gustav Hartlaub en Otto Finsch. De soort werd afgebeeld door Joseph Smit. De soort is (of was) endemisch op het eiland Savai'i  (Samoa, Polynesië).

## Uiterlijk
Volgens een afbeelding uit het  Handbook of the Birds of the World is de vogel wat plomper dan het gewone waterhoen en verder egaal roetzwart met rode poten en met relatief grote ogen.

## Verspreiding en leefgebied
Het waterhoen kwam voor op het westelijk gelegen eiland Savai'i van Samoa. De laatste onbetwiste waarneming dateert van 1873. In 1984, 1987 en 2003 meenden onderzoekers een samoahoen gezien te hebben. Volgens een overzicht uit 2009 leverde vervolgonderzoek geen bevestigde waarnemingen. Het is een vogel van primair regenwoud in heuvelland en hij heeft mogelijk een nachtelijke leefwijze.

## Status
Inmiddels wordt het eiland steeds verder ontbost en zijn er varkens, honden, katten en ratten die allemaal een bedreiging vormen voor het voortbestaan van dit waterhoen. Als de vogel er mogelijk nog is, zal de populatie hoogstens enkele tientallen individuen bevatten. Om die redenen staat het samoawaterhoen nog als ernstig bedreigd op de Rode Lijst van de IUCN.